# James Spencer-Churchill, 12. Duke of Marlborough

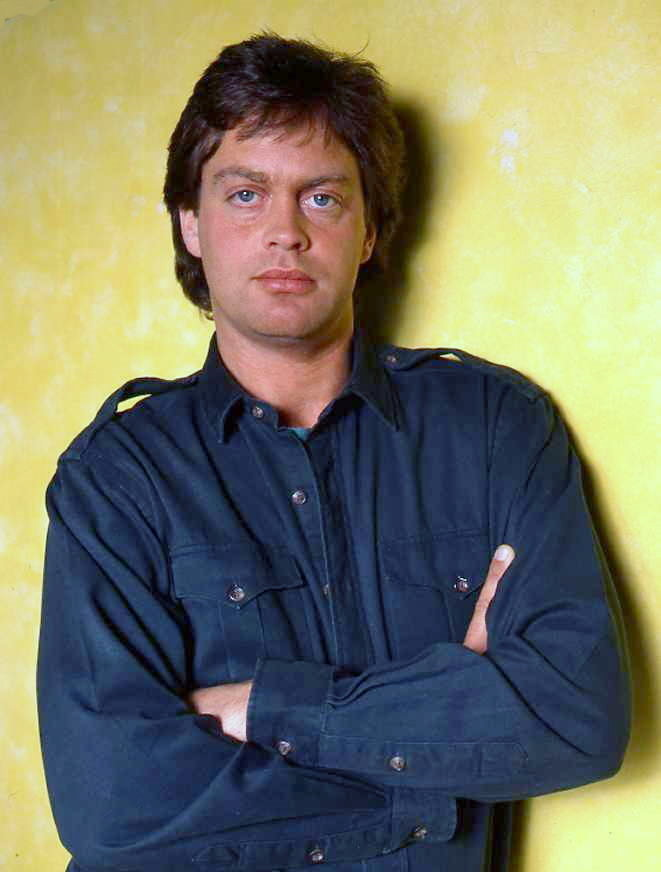
James Spencer-Churchill, Marquess of Blandford (1989)

Charles James Spencer-Churchill, 12. Duke of Marlborough (* 24. November 1955 in Blenheim Palace bei Woodstock, Oxfordshire) ist ein britischer Peer.

## Leben
Er ist der zweitgeborene und älteste überlebende Sohn des John Spencer-Churchill, 11. Duke of Marlborough aus dessen erster Ehe mit Susan Mary Hornby. Als Heir apparent seines Vaters führte er seit Geburt den Höflichkeitstitel Earl of Sunderland und ab 1972 den Höflichkeitstitel Marquess of Blandford.
Er besuchte die Harrow School in London und die Royal Agricultural University in Cirencester. Er arbeitete als Marketing-Direktor für die Fahrzeugtuning-Firma Brodie Brittain Racing in Brackley. 1996 war er Organisator der Bewirtungleistungen für den Formel-1-Rennstall Benetton.
1995 verbrachte er wegen Drogenmissbrauchs und Rezeptfälschung einen Monat im Gefängnis. Im September 2007 wurde er wegen drei Fällen gefährlicher Fahrweise und vorsätzlicher Sachbeschädigung zu sechs Monaten Gefängnis verurteilt, nachdem er das Auto eines anderen Autofahrers auf der Straße angegriffen hatte; gleichzeitig wurde ihm die Fahrerlaubnis für dreieinhalb Jahre entzogen.
Da seinem Vater sein Lebenswandel inakzeptabel erschien und dieser sich um den Erhalt des Familienanwesens Blenheim Palace sorgte, übertrug dieser 1994 nach einem einiges Aufsehen erregenden Rechtsstreit den wesentlichen Familienbesitz mit Blenheim Palace nebst dazugehöriger mehr als 4.500 ha großer Ländereien und mehrerer Wirtschaftsbetriebe in eine Stiftung und schloss ihn damit von Erbansprüchen auf dieses Privatvermögen aus. 2012 versöhnte sich Spencer-Churchill mit seinem Vater und wurde, nachdem er beim Tod seines Vaters im Oktober 2014 dessen Adelstitel als 12. Duke of Marlborough geerbt hatte, einer der Treuhänder jener Stiftung.
Der Duke of Marlborough war anwesend als der amerikanische Präsident Donald Trump und seine Gattin im Juli 2018 die britische Premierministerin Theresa May im Blenheim Palace traf.

## Ehen und Nachkommen
In erster Ehe heiratete er im Februar 1990 Rebecca Mary Few Brown. Die Ehe wurde 1998 geschieden. Aus der Ehe ging ein Sohn hervor:
- George John Godolphin Spencer-Churchill, Marquess of Blandford (* 1992).

Am 1. März 2002 heiratete er in zweiter Ehe Edla Griffiths. Dieser Ehe entstammen eine Tochter und ein Sohn:
- Lady Araminta Clementine Megan Spencer-Churchill (* 2007);
- Lord Caspar Sasha Ivor Spencer-Churchill (* 2008).